# Elecciones generales de Costa Rica de 1932
Las elecciones presidenciales de Costa Rica de 1932 se realizaron el domingo 14 de febrero de 1932. La candidatura del expresidente Ricardo Jiménez Oreamuno fue la más votada, sin embargo, como sucedió en las elecciones de 1923, no consiguió la mayoría absoluta, por lo que debía efectuarse una segunda vuelta y entre él y el candidato que había quedado en segundo lugar, Manuel Castro Quesada. Sin embargo, este último renunció a su derecho de participar en la segunda vuelta, y el Congreso Constitucional optó por nombrar a Ricardo Jiménez Oreamuno como Primer Designado a la Presidencia y llamarlo a ejercer la primera magistratura durante todo el período presidencial 1932-1936.

## Campaña
En 1931 Ricardo Jiménez Oreamuno es proclamado candidato en una convención del Partido Republicano Nacional donde sucede un incidente sin consecuencias; cuatro personas gritan "¡Viva el Partido Comunista!". Jiménez informado de que ha sido electo candidato afirma que lo pensará, pues éste se encuentra reacio, retirado de la política en su finca, afirma que aceptaría sólo si tiene suficientes apoyos ciudadanos y respaldo económico de otros.  Las diversas facciones republicanas (todas afirmando ser herederas del histórico Partido Republicano de Máximo Fernández) se encontraban divididas buscando candidatos. Alberto Echandi Montero del Partido Agrícola y León Cortés Castro del Republicano se rumorean como posibles candidatos, pero al final desisten.
Por su parte el ministro plenipotenciario ante Estados Unidos, Manuel Castro Quesada pide una licencia y regresa al país con aspiraciones políticas. Esto genera una protesta dentro del gabinete de Cleto González Víquez que vota a favor de destituir a Castro, con el voto en contra del secretario de Seguridad Pública y yerno de González, Arturo Quirós Carranza. El asunto sale a la luz pública lo que provoca la renuncia de los secretarios que encabezaron la destitución de Castro; Tomás Soley Güell, Gregorio Escalante y Octavio Beeche. Se rumoreó la renuncia de González, pero esta no se dio.
El opositor León Cortés levantó fuertes acusaciones contra el gobierno y contra Castro a quien acusó de ser un títere del gobierno. Castro respondió: «Que el señor Cortés calme sus furores de león de circo; que continúe siendo la nota humorística de la campaña y andando con su capa ondulante de pueblo en pueblo.»
A raíz del escándalo y la crisis ministerial, Jiménez Oreamuno anuncia que declina su candidatura. Esto genera nuevos interesados en la política. Los partidos Agrícola, Republicano y Constitucional le ofrecen la candidatura a Carlos María Jiménez Ortiz, quien sin embargo, declina.
Castro Quesada es promulgado candidato por el partido Unión Republicana, apoyado por los expresidentes Máximo Fernández Alvarado y Alfredo González Flores, banqueros, finqueros (entre ellos Fernando Castro Cervantes), intelectuales y los vestigios del Partido Reformista. Por otra parte, Jiménez Oreamuno acepta la candidatura finalmente el 16 de julio lo que genera una manifestación de celebración espontánea en Cartago. Aceptó tras lograr un acuerdo con Echandi y Cortés, sus antiguos adversarios políticos. 
Mientras tanto el Club Republicano escoge como candidato a Carlos María Jiménez. Además hace su participación el nuevo Partido Nacionalista del empresario de ascendencia alemana Maximiliano Koberg Bolandi.
La campaña estuvo impregnada de ataques referentes al actuar de las partes durante el golpe tinoquista de 1917. A Jiménez Oreamuno se le acusó de no haber sido un oponente real de Tinoco, mientras que a Castro Quesada y su aliado González Flores (el presidente derrocado por Tinoco), Jiménez les acusó de buscar la intervención estadounidense. 
Jorge Volio Jiménez afirma estar a favor de volver al voto público (que había sido abolido en 1925 y reemplazado por el voto secreto) lo que muchos liberales consideran un retroceso en las reformas democráticas. Volio también afirma estar a favor del voto femenino a lo que Jiménez se opone asegurando que las mujeres no son librepensadoras y votarán por quien diga la Iglesia.

## Legislativas
Las elecciones legislativas de 1932 de Costa Rica, acontecidas al mismo tiempo que las presidenciales, dieron por vencedor al jimenismo, es decir, a la facción republicana que giraba en torno de don Ricardo Jiménez Oreamuno, que se impuso sobre el castrismo que giraba en torno a su principal rival Manuel Castro Quesada.  Estas fueron de trascendental relevancia ya que, al no haber conseguido ningún candidato el mínimo requerido constitucionalmente para ganar en primera ronda, correspondía al Congreso escoger al presidente. Sin embargo, los castristas, asumiendo que los votos conjuntos de las otras facciones republicanas elegirían a Jiménez y acusando fraude electoral, se levantan en armas pero su alzamiento es rápidamente reprimido por el gobierno y Castro depondría sus aspiraciones presidenciales.

## Resultados
Jiménez Oreamuno obtiene 46% de los votos, seguido de Castro Quesada que cosecha 29%, Jiménez Ortiz 22% y Koberg 1%. Al no conseguir ninguno de los candidatos al menos el 50% como establece la Constitución corresponde al Congreso escoger al candidato de entre los dos más votados. 

## Bellavistazo
Castro Quesada desconoce los resultados y junto a varios partidarios toma el Cuartel Bellavista en la madrugada del día siguiente a la elección del Congreso. Su finalidad era que el pueblo se levantara contra el gobierno de González Víquez y que se convocara a nuevas elecciones para impedir el triunfo de Jiménez. Se dan enfrentamientos entre los insurrectos castristas y las fuerzas leales al gobierno acuarteladas en La Artillería hasta que finalmente Castro y sus partidarios se rinen con un saldo 15 muertos y 36 heridos. A los insurgentes les fue concedida una amnistía por el gobierno como parte de la negociación. Castro, derrotado política y moralmente, renuncia a su candidatura presidencial a la cual todavía tenía derecho por ser uno de los candidatos más votados, por lo que Jiménez Oreamuno se convierte en candidato único ante el Congreso. Es electo por 24 votos, aunque 17 votos opositores fueron a favor del médico Ricardo Moreno Cañas.

## Resultados

### Presidente
| Candidato      | Candidato                  | Partido                      | Votos  | %    |
| -------------- | -------------------------- | ---------------------------- | ------ | ---- |
|                | Ricardo Jiménez Oreamuno   | Partido Republicano Nacional | 35,408 | 46.7 |
|                | Manuel Castro Quesada      | Unión Republicana            | 22,077 | 29.1 |
|                | Carlos María Jiménez Ortiz | Partido Republicano          | 17,316 | 22.8 |
|                | Max Koberg Bolandi         | Partido Nacionalista         | 1,096  | 1.4  |
|                | Blancos/Nulos              | Blancos/Nulos                | 0      | -    |
| Total          | Total                      | Total                        | 75,897 | 100  |
| Fuente: Nohlen |                            |                              |        |      |

| \| Popular Vote \| Popular Vote \| Popular Vote \| Popular Vote \| Popular Vote \| \| ---------------- \| ---------------- \| ------------ \| ------------ \| ------------ \| \| \| \| \| \| \| \| Jiménez Oreamuno \| Jiménez Oreamuno \| \| 46.7 % \| 46.7 % \| \| Castro Quesada \| Castro Quesada \| \| 29.1 % \| 29.1 % \| \| Jiménez Ortiz \| Jiménez Ortiz \| \| 22.8 % \| 22.8 % \| \| Koberg Bolandi \| Koberg Bolandi \| \| 1.4 % \| 1.4 % \| |                  |  |        |        |
| Popular Vote |                  |  |        |        |
| |                  |  |        |        |
| Jiménez Oreamuno | Jiménez Oreamuno |  | 46.7 % | 46.7 % |
| Castro Quesada | Castro Quesada   |  | 29.1 % | 29.1 % |
| Jiménez Ortiz | Jiménez Ortiz    |  | 22.8 % | 22.8 % |
| Koberg Bolandi | Koberg Bolandi   |  | 1.4 %  | 1.4 %  |

### Congreso
|                | Partido Republicano Nacional | 35,399 | 46.7 |
|                | Unión Republicana            | 22,032 | 29.1 |
|                | Partido Republicano          | 17,302 | 22.8 |
|                | Partido Nacionalista         | 1,094  | 1.4  |
|                | Blancos/Nulos                | 0      | -    |
| Total          | Total                        | 75,827 | 100  |
| Fuente: Nohlen |                              |        |      |